# JW Marriott Las Vegas Resort & Spa
JW Marriott Las Vegas Resort & Spa – hotel, kasyno, spa i pole golfowe w Summerlin, w amerykańskim stanie Nevada.  Hotel i spa zarządzane są przez korporację JW Marriott, natomiast właścicielem i operatorem kasyna jest Millennium Management Group.
Motywem przewodnim obiektu, położonego w sumie na 20 hektarach ziemi, jest tematyka toskańska i tropikalna.
JW Marriott Las Vegas Resort & Spa został otwarty w czerwcu 1999 roku. Zgodnie z zapowiedziami deweloperów, miał to być pierwszy luksusowy obiekt w Las Vegas, który nie leży bezpośrednio przy the Strip.
W skład kompleksu wchodzi hotel z 548 pokojami i apartamentami (o powierzchniach co najmniej 52 m²), kasyno zajmujące 4.600 m², spa o powierzchni 4.000 m², 6.000 m² przestrzeni konferencyjnej, a także 4.5 hektara ogrodów i strefy basenowej.